# クリーンネットワーク計画
クリーンネットワーク計画（英語: The Clean Network Project）は、2020年にアメリカ合衆国が打ち出した計画。

## 経緯
2020年8月5日、国務長官のマイク・ポンペオは「悪意ある攻撃者から市民を守る『クリーンネットワーク』の取り組み」に関する声明を発表した。トランプ政権は「悪意ある攻撃者」に、中国共産党の息のかかったクラッカーなどを想定しており、抖音（TikTok）を運営する字節跳動（ByteDance）や、微信（WeChat）を運営する騰訊（テンセント）といった中国企業を通してアメリカの個人情報や企業機密が中華人民共和国政府に奪われていると警戒している。
これに対抗して「クリーンキャリア」「クリーンストア」「クリーンアプリ」「クリーンクラウド」「クリーンケーブル」の5つの方針を示した。
声明発表後の記者会見で、ポンペオは「中国に本社を置く企業によるTikTokやWeChatなどのアプリは、中国共産党によるコンテンツの検閲手段として使われているだけでなく、合衆国国民の個人情報にとっても大きな脅威だ」とコメントを残し、クリーンネットワーク計画は、アメリカを守るために重要なものだと強調した。同日、ポンペオはTwitterで「最も機密性の高い合衆国の情報を中国共産党の監視状態から保護することにより、クリーンネットワークを拡大していく。我々は自由を愛する国々や企業に参加するよう呼びかける」とツイートした。
この声明発表について、中華人民共和国外交部新聞司副司長の汪文斌は翌8月6日の記者会見で「アメリカは国家権力を濫用して我が国のハイテク企業を弾圧している。（この計画に）断固反対する」と不快感を示し、アメリカを批判した。